# Castors och Pollux tempel, Campus Martius
Castors och Pollux tempel (latin: Aedes Castoris in Circo Flaminio) var ett tempel i närheten av Circus Flaminius på södra Marsfältet i antikens Rom. Det var invigt åt Castor och Pollux och uppfördes år 71 f.Kr. av antingen Quintus Caecilius Metellus Pius eller Publius Servilius Isauricus.
Vitruvius beskriver att templet utgör en ovanlig typ och jämför det med Athena Niketemplet på Akropolis i Aten. Cellan fick ljus genom fönster.